# Rectoscopie

Anoscope, proctoscope et rectoscope, avec leurs tailles approximatives.

La rectoscopie est un examen médical permettant à l'aide d'un rectoscope introduit dans l'anus, de visualiser le canal anal, la totalité du rectum et la partie distale du côlon sigmoïde, jusqu'à la charnière rectosigmoïdienne située à 12 ou 13 cm de la marge anale.
Contrairement à l'anuscopie, elle nécessite souvent une préparation minime permettant d'évacuer le contenu du rectum à l'aide d'un petit lavement.
Elle est normalement indolore et ne nécessite pas d'anesthésie.
Elle se fait à l'aide d'un endoscope rigide, long de 15  à   25 cm.
Elle tend maintenant[Quand ?] à être remplacée par la coloscopie totale, qui permet une exploration du rectum et de tout le côlon.